# Gunners Football Club
Maillots
Le Gunners Football Club est un club zimbabwéen de football basé à Harare.

## Palmarès
- Championnat du Zimbabwe (1)
  - Champion : 2009